# Ochmacanthus
Ochmacanthus is een geslacht van straalvinnige vissen uit de familie van de parasitaire meervallen (Trichomycteridae).

## Soorten
- Ochmacanthus alternus Myers, 1927
- Ochmacanthus batrachostomus (Miranda Ribeiro, 1912)
- Ochmacanthus flabelliferus Eigenmann, 1912
- Ochmacanthus orinoco Myers, 1927
- Ochmacanthus reinhardtii (Steindachner, 1882)